# José Martínez Morote
José Martínez Morote (nacido el 5 de febrero de 1984 en Hellín, Albacete) es un atleta paralímpico de España que compite principalmente en pruebas de atletismo de categoría T20. Tiene una discapacidad intelectual, el asistió a la escuela en Cruz de Mayo y se desempeña como mentor de los atletas de atletismo locales. Aunque originalmente comenzó a practicar deporte jugando al Fútbol, pasó al atletismo a los 16 años por sugerencia de un profesor que notó su velocidad con el balón. Luego compitió en los Juegos Mundiales de 2007, el Campeonato Mundial de Atletismo del IPC de 2011 en Christchurch, Nueva Zelanda y los Juegos Paralímpicos de Verano de 2012. Morote ha tenido al menos dos becas de atletismo para continuar su participación en el deporte.

## Trayectoria Personal
Martínez nació el 5 de febrero de 1984 en Albacete, España,    y tiene discapacidad intelectual.  Continuó en 2007 residiendo en su ciudad natal.  Asistió a la escuela en Cruz de Mayo.  y asesora a atletas más jóvenes donde vive.   Ha elegido no salir con mujeres porque interferiría con su capacidad para entrenar y competir en atletismo a nivel de élite. 
En 2008, Martínez obtuvo una mención del jurado de Cultura y Deporte en la entrega anual de premios de la Federación de Empresarios de Albacete (FEDA).  

## Atletismo
Morote empezó a competir en atletismo cuando tenía 16 años. Antes de empezar a practicar este deporte, estuvo involucrado en el Fútbol, pero se pasó al atletismo después de que un profesor le sugirió que su velocidad con el balón era más adecuada para el atletismo. Ha competido en competiciones internacionales en Túnez, Hungría, Suecia, Australia, Francia, Praga, Brasil y China. A nivel local participó de diversos talleres locales donde fue entrenado por Camilo y Maxi.   Es miembro del Club Deportivo Paralímpico de la Región de Castilla-La Mancha, donde es el único participante masculino.    Ha sido financiado por el programa 'Castilla-La Mancha Olímpica' de la Fundación para la Cultura y el Deporte de Castilla-La Mancha.  Con 19 años disputó sus primeros campeonatos nacionales de España, donde acabó primero en las carreras de 5.000 y 10.000 metros. 
En 2005, Martínez obtuvo una beca de atletismo de la Fundación para la Cultura y el Deporte de Castilla-La Mancha.  Compitiendo en el campeonato nacional de España de 2006, obtuvo el oro en los 400 y 800 metros.  Compitió en los Mundiales de 2007, donde ganó una medalla de plata en los 800 metros y un bronce en 1.500 metros. 
En 2008, Morote compitió en el Campeonato de España de Atletismo donde acabó primero en los 800 y 1.500 metros. Ese invierno ganó el cross invernal nacional español.  Al año siguiente, en el Campeonato Nacional de Atletismo compitió en las pruebas de 400, 800, 1.500, salto de longitud y 4×100 metros,  donde repitió victorias de 2008.  Compitió en el Campeonato Mundial de Atletismo en pista cubierta con discapacidad intelectual de 2008 en Tallin, Estonia, donde terminó por acabarvsegundo en la prueba de 400 metros y tercero en la prueba de 4 × 400 metros.   Compitiendo en el Campeonato de Europa de 2008, terminó primero en los 400 metros.  Compitiendo en la Subida al Castillo de Chiva de 2009, ganó la clase Paralímpica de una milla con un tiempo de 4:45.  Compitió en los Juegos Mundiales de 2009, sede de la República Checa.  Compitió en el campeonato nacional de España de cross-country de 2009, donde acabó primero. Al año siguiente no pudo defender su título y acabó tercero. 
Morote compitió en el Campeonato del Mundo en pista cubierta de 2010 para personas con discapacidad intelectual.  Martínez compitió en el Campeonato de Europa de Atletismo INAS 2010.  Compitió en la carrera de una milla Subida al Castillo de Chiva del 2011 en la clase Paralímpica. 
Compitiendo en el Campeonato Mundial de Atletismo del IPC 2011 en Christchurch, Nueva Zelanda, Martínez terminó cuarto en la carrera T20 de 1.500 metros.       Participando en los Juegos Mundiales de 2011,  ganó la plata en 4x100 y compitió en los 1.500 metros, y fue miembro del equipo de relevos 4 × 400 ganador de la medalla de oro.   
Obtuvo otra beca de atletismo en 2012, esta de la Fundación Cultura y Deportes, con sede en España, y la empresa española Lafarge.  En 2012 recibió una beca de coaching Plan ADO de 2.500€.  También contaba con una beca del programa Castilla-La Mancha Olímpica (CLAMO) del Gobierno regional.  En 2012 compitió en el Campeonato Mundial de Atletismo Indoor para Discapacidad Intelectual, representando a la Federación de Castilla-La Mancha, donde consiguió medalla de bronce en la prueba de 4×400 metros. Terminó sexto en los 1.500 metros. 
Martínez compitió en los Juegos Paralímpicos de Verano de 2012 en Londres, Inglaterra, donde terminó octavo en la carrera T20 de 1.500 metros.  Fue uno de los tres deportistas españoles de la región de Castilla-Mancha que compitieron en Londres, entre ellos Francisco Javier Sánchez y Ricardo de Pedraza. 